# Czekaj (Wrzawy)
Czekaj – część wsi Wrzawy w Polsce, położona w województwie podkarpackim, w powiecie tarnobrzeskim, w gminie Gorzyce.
Dawniej z Wrzawami stanowił wspólną gminę jednostkową, licząca 156 mieszkańców w połowie XIX wieku